# Campionati italiani invernali di nuoto 2009
I 12. Campionati italiani invernali di nuoto si sono svolti a Riccione, tra il 21 e il 22 novembre 2009. Hanno partecipato 472 atleti, 233 femmine e 239 maschi. In palio 34 titoli italiani.

## Podi

### Uomini
| Evento       | Oro                  | 'Tempo       | Argento                   | Tempo    | Bronzo              | Tempo    |
| Stile libero |                      |              |                           |          |                     |          |
| 50 m         | Marco Orsi           | 20.96 - RI   | Federico Bocchia          | 21.53    | Luca Dotto          | 21.76    |
| 100 m        | Edoardo Di Clemente  | 58.98        | Francesco Donin           | 47.47    | Christian Galenda   | 47.68    |
| 200 m        | Gianluca Maglia      | 1'43.62      | Filippo Magnini           | 1'43.70  | Emiliano Brembilla  | 1'44.04  |
| 400 m        | Federico Colbertaldo | 3'40.52      | Emiliano Brembilla        | 3'41.58  | Cesare Sciocchetti  | 3'41.67  |
| 1500 m       | Federico Colbertaldo | 14'31.34     | Luca Ferretti             | 14'37.84 | Samuel Pizzetti     | 14'38.59 |
| Dorso        |                      |              |                           |          |                     |          |
| 50 m         | Mirco Di Tora        | 25.01        | Damiano Lestingi          | 25.04    | Matteo Milli        | 25.42    |
| 100 m        | Damiano Lestingi     | 51.48        | Mirco Di Tora             | 51.66    | Enrico Catalano     | 52.07    |
| 200 m        | Damiano Lestingi     | 1'51.59 - RI | Nicola Cassio             | 1'53.58  | Sebastiano Ranfagni | 1'54.08  |
| Rana         |                      |              |                           |          |                     |          |
| 50 m         | Alessandro Terrin    | 26.43        | Fabio Scozzoli            | 26.65    | Daniele Cremonesi   | 26.98    |
| 100 m        | Fabio Scozzoli       | 57.70        | Daniele Cremonesi         | 58.73    | Edoardo Giorgetti   | 58.76    |
| 200 m        | Edoardo Giorgetti    | 2'06.15      | Paolo Bossini             | 2'06.50  | Fabio Scozzoli      | 2'07.76  |
| Farfalla     |                      |              |                           |          |                     |          |
| 50 m         | Rudy Goldin          | 23.40        | Mattia Nalesso            | 23.55    | Piero Codia         | 23.59    |
| 100 m        | Tommaso Romani       | 51.61        | Joseph Davide Natullo     | 51.70    | Rudy Goldin         | 51.83    |
| 200 m        | Niccolò Beni         | 1'53.72 - RI | Joseph Davide Natullo     | 1'54.13  | Paolo Villa         | 1'54.91  |
| Misti        |                      |              |                           |          |                     |          |
| 100 m        | Damiano Lestingi     | 53.68        | Stefano Mauro Pizzamiglio | 53.81    | Nicola Febbraro     | 54.71    |
| 200 m        | Damiano Lestingi     | 1'55.29 - RI | Cesare Sciocchetti        | 1'56.15  | Fabio Scozzoli      | 1'56.43  |
| 400 m        | Luca Marin           | 4'06.03      | Claudio Fossi             | 4'08.87  | Luca Angelo Dioli   | 4'08.99  |

### Donne
| Evento       | Oro              | Tempo        | Argento                  | Tempo   | Bronzo              | Tempo   |
| Stile libero |                  |              |                          |         |                     |         |
| 50 m         | Laura Letrari    | 24.74        | Erika Ferraioli          | 24.95   | Silvia Di Pietro    | 25.22   |
| 100 m        | Erika Ferraioli  | 54.41        | Laura Letrari            | 54.51   | Erica Buratto       | 54.91   |
| 200 m        | Erica Buratto    | 1'58.30      | Chiara Masini Luccetti   | 1'58.86 | Ludovica Leoni      | 1'59.00 |
| 400 m        | Alessia Filippi  | 4'03.39      | Laura Borghetti          | 4'08.63 | Erica Buratto       | 4'10.05 |
| 800 m        | Alessia Filippi  | 8'20.58      | Martina Rita Caramignoli | 8'26.04 | Laura Borghetti     | 8'29.73 |
| Dorso        |                  |              |                          |         |                     |         |
| 50 m         | Elena Gemo       | 27.04        | Laura Letrari            | 27.07   | Valentina De Nardi  | 27.74   |
| 100 m        | Elena Gemo       | 58.19        | Valentina De Nardi       | 59.37   | Romina Armellini    | 1'00.33 |
| 200 m        | Elena Gemo       | 2'05.50      | Alessia Filippi          | 2'05.86 | Francesca Segat     | 2'07.36 |
| Rana         |                  |              |                          |         |                     |         |
| 50 m         | Lisa Fissneider  | 30.94        | Ilaria Scarcella         | 31.13   | Sara Damiani        | 31.15   |
| 100 m        | Lisa Fissneider  | 1'06.45      | Chiara Boggiatto         | 1'06.75 | Ilaria Scarcella    | 1'06.79 |
| 200 m        | Chiara Boggiatto | 2'21.82 - RI | Ilaria Scarcella         | 2'23.45 | Pamela Gabrieli     | 2'24.54 |
| Farfalla     |                  |              |                          |         |                     |         |
| 50 m         | Laura Letrari    | 25.84 - RI   | Silvia Di Pietro         | 26.21   | Cristina Maccagnola | 26.26   |
| 100 m        | Francesca Segat  | 57.85        | Cristina Maccagnola      | 58.56   | Silvia Di Pietro    | 58.67   |
| 200 m        | Francesca Segat  | 2'06.05      | Ambra Migliori           | 2'09.17 | Silvia Meschiari    | 2'09.41 |
| Misti        |                  |              |                          |         |                     |         |
| 100 m        | Laura Letrari    | 59.82        | Valentina Pompili        | 1'02.40 | Ludovica Leoni      | 1'02.61 |
| 200 m        | Francesca Segat  | 2'08.89      | Erica Buratto            | 2'10.44 | Valentina Pompili   | 2'11.96 |
| 400 m        | Francesca Segat  | 4'32.29      | Francesca Aceto          | 4'39.48 | Stefania Pirozzi    | 4'41.65 |